# Manchester City F.C.
Câu lạc bộ bóng đá Manchester City (tiếng Anh: Manchester City Football Club) là một câu lạc bộ bóng đá Anh có trụ sở tại Manchester, thi đấu tại Giải bóng đá Ngoại hạng Anh, giải đấu hàng đầu của bóng đá Anh. Được thành lập vào ngày 16 tháng 4 năm 1880 với tên gọi St. Mark's (West Gorton), họ trở thành Câu lạc bộ bóng đá Ardwick vào năm 1887 và Manchester City vào năm 1894. Sân nhà của câu lạc bộ là Sân vận động Etihad ở phía đông Manchester, nơi họ chuyển đến vào năm 2003 sau khi thi đấu tại Maine Road kể từ năm 1923. Manchester City sử dụng áo thi đấu sân nhà màu xanh da trời của họ vào năm 1894, trong mùa giải đầu tiên với tên hiện tại. Trong suốt lịch sử của mình, câu lạc bộ đã giành được 10 chức vô địch quốc gia (trong đó giành 4 chức vô địch liên tiếp từ 2021-2024, trở thành đội bóng Anh đầu tiên làm được điều này), 7 Cúp FA, 8 Cúp EFL, 7 Siêu cúp Anh, 1 UEFA Champions League, 1 UEFA Cup Winners' Cup, 1 UEFA Super Cup và 1 FIFA Club World Cup.
Câu lạc bộ tham gia Liên đoàn bóng đá năm 1892 và giành được danh hiệu lớn đầu tiên, Cúp FA, năm 1904. Manchester City đã có giai đoạn thành công lớn đầu tiên vào cuối những năm 1960 và đầu những năm 1970, giành chức vô địch quốc gia, Cúp FA, League Cup và European Cup Winners Cup dưới sự huấn luyện của Joe Mercer và Malcolm Allison. Sau khi thua trận Chung kết Cúp FA 1981, Manchester City đã trải qua một thời kỳ sa sút, với đỉnh điểm là việc xuống hạng ba của bóng đá Anh lần đầu tiên trong lịch sử vào năm 1998. Kể từ đó, họ giành lại quyền thăng hạng lên hạng cao nhất vào năm 2001–02 và tiếp tục là một đội xuất hiện thường xuyên ở giải Ngoại hạng Anh kể từ mùa giải 2002–03..
Manchester City đã nhận được khoản đầu tư tài chính đáng kể cả về cầu thủ thi đấu và cơ sở vật chất sau khi được Sheikh Mansour bin Zayed Al Nahyan tiếp quản thông qua Abu Dhabi United Group vào năm 2008. Điều này bắt đầu một kỷ nguyên mới của thành công chưa từng có, với việc câu lạc bộ giành được Cúp FA vào năm 2011 và Ngoại hạng Anh vào năm 2012, cả hai danh hiệu là lần đầu tiên kể từ những năm 1960, tiếp theo là một chức vô địch khác vào năm 2014. Dưới sự dẫn dắt của Pep Guardiola, Manchester City đã vô địch Premier League 2018, trở thành đội duy nhất trong lịch sử giải đấu giành được 100 điểm trong một mùa giải. Mùa giải 2018–19, họ đã giành được bốn danh hiệu, hoàn thành một cuộc càn quét chưa từng có đối với tất cả các danh hiệu trong nước ở Anh và trở thành đội bóng nam Anh đầu tiên giành được cú ăn ba quốc nội. Tiếp theo là hai chức vô địch Premier League liên tiếp vào các năm 2020–21 và 2021–22, chức vô địch thứ ba và thứ tư trong kỷ nguyên Guardiola, cũng như trận chung kết Champions League đầu tiên của câu lạc bộ vào năm 2021, mà họ đã thua Chelsea. Câu lạc bộ đã được xếp hạng thứ ba trong bảng xếp hạng hệ số UEFA vào cuối chiến dịch 2021–22, đạt vị trí cao nhất từ trước đến nay. Năm 2023, Manchester City hoàn thành sứ mệnh cú ăn ba trong lịch sử khi có lần đầu tiên lên ngôi vô địch UEFA Champions League.
Manchester City đứng đầu Deloitte Football Money League vào cuối mùa giải 2020–21, trở thành câu lạc bộ bóng đá có doanh thu cao nhất thế giới, xấp xỉ 644,9 triệu €. Vào năm 2021, Forbes ước tính câu lạc bộ có giá trị thứ sáu trên thế giới, trị giá 4 tỷ đô la Mỹ. Manchester City thuộc sở hữu của City Football Group Limited, một công ty cổ phần có trụ sở tại Anh được định giá 3,73 tỷ bảng Anh (4,8 đô la Mỹ) vào tháng 11 năm 2019.

## Lịch sử

### Thời kỳ đầu và những danh hiệu đầu tiên

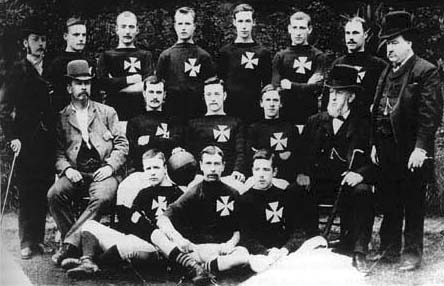
Đội hình trong những năm đầu

Manchester City được thành lập năm 1880 bởi Anna Connel và 2 thành viên nhà thờ St. Mark's tại Gorton, 1 quận phía đông thành phố Manchester. Trước đó St. Mark's chơi bóng bầu dục từ năm 1875. Năm 1887, họ chuyển tới sân mới Hyde Road ở Ardwick tại phía đông trung tâm thành phố và lấy tên mới theo tên nơi ở mới là Ardwick Association Football Club. Ardwick tham gia liên đoàn bóng đá với tư cách một trong số thành viên sáng lập giải hạng Hai vào năm 1892. Khó khăn về tài chính làm cho đội bóng phải tái cơ cấu vào mùa bóng 1893-1894, và đổi tên mới Manchester City Football Club.
Vinh quang đầu tiên của Manchester City là vô địch giải hạng Hai và được lên chơi ở giải Hạng nhất là giải hạng cao nhất vào năm 1899. Họ tiếp tục có được vinh quang đầu tiên vào ngày 23 tháng 4 năm 1904 khi đánh bại Bolton Wanderers với tỉ số 1–0 tại Crystal Palace để giành FA Cup. The Blues suýt chút nữa đã bỏ lỡ cú đúp League và Cup mùa đó sau khi về đích ở vị trí á quân trong giải quốc nội, nhưng họ vẫn trở thành câu lạc bộ đầu tiên ở Manchester giành được một danh hiệu lớn. Trong những mùa giải sau chức vô địch FA Cup, câu lạc bộ bị vướng vào những cáo buộc về những bất thường về tài chính, đỉnh điểm là việc đình chỉ thi đấu 17 cầu thủ vào năm 1906, trong đó có đội trưởng Billy Meredith, người sau đó đã chuyển đến Manchester United.
Một vụ hỏa hoạn ở Hyde Road năm 1920 đã phá hủy khán đài chính của sân, và năm 1923 đội bóng chuyển tới sân mới Maine Road tại Moss Side.

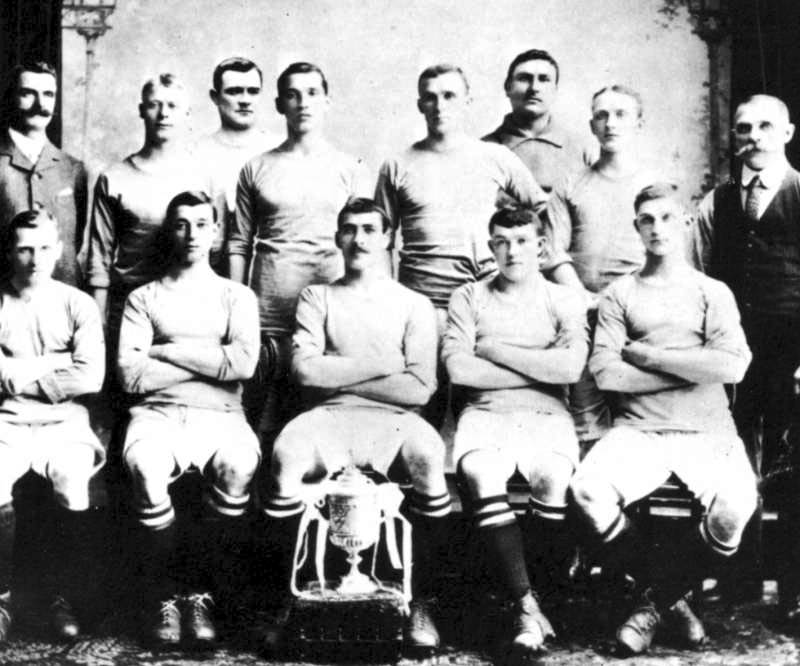
Đội hình vô địch FA Cup năm 1903–04

Vào thập niên 1930, Manchester City 2 lần vào chung kết Cúp FA. Họ thua Everton năm 1933 và thắng Portsmouth để giành Cúp năm 1934.Trong giải đấu năm 1934, câu lạc bộ đã phá kỷ lục về số lượng khán giả đến sân nhà cao nhất so với bất kỳ câu lạc bộ nào trong lịch sử bóng đá Anh, khi 84.569 người hâm mộ tập trung trên đường Maine cho trận đấu ở vòng sáu FA Cup với Stoke City - một kỷ lục tồn tại cho đến năm 2016. Manchester City vô địch giải hạng Nhất lần đầu tiên vào năm 1937, nhưng ngay ở mùa bóng sau họ lại bị xuống hạng dù ghi nhiều bàn thắng hơn bất cứ đội nào trong giải đấu.
20 năm sau, Manchester City chơi theo hệ thống chiến thuật gọi là Revie Plan (đặt theo tên Don Revie). Họ lại 2 lần vào chung kết FA Cup vào năm 1955 và 1956 như hồi những năm 1930, khi trận đầu họ thua Newcastle United, trận thứ 2 họ thắng Birmingham City 3–1, khi thủ môn của Man City Bert Trautmann tiếp tục thi đấu sau khi vô tình bị gãy cổ.

### Kỷ nguyên vàng đầu tiên và sự suy thoái tiếp theo
Sau khi bị xuống hạng lần thứ 2 vào năm 1963, họ rơi vào thảm cảnh khi khán giả đến sân thấp kỉ lục với chỉ 8015 người khi họ tiếp Swindon Town vào tháng 1 năm 1965. Mùa hè năm 1965 ban chỉ đạo đội bóng gồm Joe Mercer và Malcolm Allison được bổ nhiệm. Mùa bóng đầu tiên dưới quyền của họ, Manchester City vô địch hạng Hai và ký những bản hợp đồng quan trọng với Mike Summerbee và Colin Bell. 2 mùa sau, 1967–68, Manchester City vô địch hạng nhất lần thứ 2, với trận thắng Newcastle United 4–3 trong vòng thi đấu cuối cùng, qua đó khiến người hàng xóm Manchester United phải về nhì.
Năm 1969, Manchester City giành FA Cup và năm 1970, họ giành Cúp C2 bằng trận thắng Górnik Zabrze của Ba Lan 2–1 tại Viên. Cùng năm đó Manchester City đoạt Cúp Liên đoàn bóng đá Anh, trở thành đội thứ 2 ở Anh đoạt Cúp châu Âu và Cúp nội địa trong cùng 1 mùa bóng.
Đội bóng tiếp tục gặp gặt hái thành công trong thập niên 1970. Họ chỉ cách chức vô địch 1 điểm và vào chung kết Cúp Liên đoàn vào năm 1974. Trong trận đấu quyết định đáng nhớ mùa bóng 1973-1974 với đối thủ truyền kiếp Manchester United đang cần phải thắng để duy trì hi vọng trụ hạng, cựu cầu thủ của Manchester United, Denis Law đã ghi bàn duy nhất giúp họ hạ Manchester United 1–0 và đẩy đối thủ xuống hạng. Vinh quang cuối cùng của thời kỳ này là Cúp Liên đoàn năm 1976 với chiến thắng 2–1 trước Newcastle United trong trận chung kết.

Vị trí xếp hạng hằng năm của Man City.

Sau đó là thời kỳ tụt dốc. Malcolm Allison trở lại đội bóng vào năm 1979, nhưng chi tiền ký hàng loạt hợp đồng không thành công, như Steve Daley. Rồi có tới 7 huấn luyện viên thay nhau chỉ tính riêng trong thập kỉ 1980. Người đầu tiên là John Bond kế tục Allison vào tháng 10 năm 1980. Dưới thời Bond, Manchester City lọt vào chung kết FA Cup năm 1981 và thua Tottenham Hotspur trong trận đấu lại. Mùa bóng sau đó họ khởi đầu tốt và đứng đầu bảng xếp hạng cho tới Giáng sinh nhưng tới cuối mùa chỉ cán đích ở giữa bảng. Manchester City bị xuống hạng ở mùa bóng tiếp theo và trở lại sau 2 năm. Họ lại xuống hạng 2 năm sau đó và trở lại vào năm 1989. Họ đứng thứ 5 năm 1991 và 1992. Dưới thời huấn luyện viên Peter Reid, Manchester City tham gia giải bóng đá Ngoại hạng Anh đầu tiên năm 1992, nhưng chỉ đứng thứ 9 trong mùa đầu tiên, thi đấu trầy trật trong 3 mùa tiếp theo và bị xuống hạng năm 1996. Năm 1998, họ tụt xuống Football League One và trở thành đội bóng giành cúp châu Âu đầu tiên phải xuống chơi ở giải hạng ba trong nước.
Sau khi xuống hạng, đội bóng có sự khởi sắc trở lại nhờ chủ tịch mới David Bernstein và trở lại đầy ngoạn mục sau trận play-off thắng Gillingham. Mùa tiếp theo họ được trở lại giải đấu cao nhất nhưng chưa thể phục hồi như trước đây, và bị lại xuống hạng Nhất vào năm 2001. Kevin Keegan đến làm huấn luyện viên mới của đội bóng và ngay lập tức gặt hái thành công, giúp đội vô địch hạng Nhất với số điểm và số bàn thắng kỷ lục trong mùa bóng 2001-02.
Mùa bóng 2002-03 là mùa bóng cuối cùng của Manchester City ở sân Maine Road, đáng nhớ là chiến thắng 3–1 trong trận derby với kình địch Manchester United, chấm dứt 13 năm không thắng trong các trận derby. Manchester City còn giành quyền chơi ở cúp châu Âu lần đầu tiên sau 25 năm và chuyển đến sân mới City of Manchester Stadium. Mùa bóng đầu tiên ở sân mới họ đứng giữa bảng xếp hạng. Cựu huấn luyện viên đội tuyển Anh Sven-Göran Eriksson được bổ nhiệm năm 2007, trở thành huấn luyện viên người nước ngoài đầu tiên của Manchester City. Hàng loạt ngôi sao thi đấu nhạt nhòa khiến đội bóng xếp nửa dưới bảng xếp hạng vào nửa sau mùa bóng khiến Eriksson bị sa thải năm 2008. Ngày 4 tháng 6 năm 2008, Eriksson được thay thế bằng Mark Hughes.

### 2008-2013: Thời kỳ Roberto Mancini

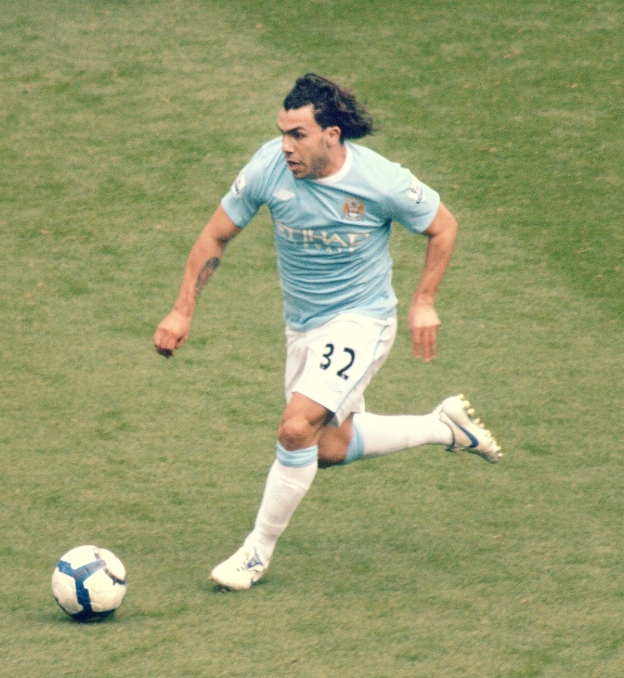
Tiền đạo Carlos Tévez.

Tháng 8 năm 2008, đội bóng được mua bởi tập đoàn Abu Dhabi United. Thaksin Shinawatra đã nắm quyền kiểm soát câu lạc bộ một năm trước đó, nhưng những khó khăn chính trị khiến tài sản của ông bị đóng băng. Ngay lập tức đội bóng mua những cầu thủ đắt giá, phá vỡ kỉ lục chuyển nhượng tại Anh với việc mua tuyển thủ Brasil Robinho từ Real Madrid với giá 32,5 triệu bảng Anh. Đội bóng kết thúc mùa giải với vị trí thứ 10, và lọt vào tứ kết UEFA Cup. Mùa hè năm 2009 đội bóng tiếp tục mua cầu thủ mới, và tiêu hơn 100 triệu để có Gareth Barry, Roque Santa Cruz, Kolo Touré, Emmanuel Adebayor, Carlos Tévez và Joleon Lescott.
Ngày 19 tháng 12 năm 2009, Mark Hughes được thay thế bằng Roberto Mancini. Manchester City kết thúc mùa bóng ở vị trí thứ 5, suýt giành được quyền lên chơi ở Champions League mùa sau. Trước khi mùa bóng 2010-2011 bắt đầu, Manchester City đã ký hợp đồng với Jérôme Boateng, Yaya Touré, David Silva, Aleksandar Kolarov, James Milner và Mario Balotelli.
Trong những vòng đấu đầu tiên của mùa bóng năm 2010-2011, Manchester City hiện đang ở tốp đứng đầu nhưng vẫn thể hiện phong độ chưa thật ổn định. Họ đã thắng các đội bóng lớn là Liverpool và Chelsea nhưng lại thua những đội yếu là Wolvehampton và Birmingham City. Đến cuối mùa bóng, Manchester City chơi ổn định hơn, kết thúc mùa giải với vị trí thứ 3 được 71 điểm (bằng điểm đội thứ nhì Chelsea và kém đội vô địch Manchester United 9 điểm). Tại bán kết Cúp FA, Manchester City đã đánh bại đội bóng kình địch cùng thành phố Manchester United với tỷ số 1-0. Trong trận chung kết, Manchester City đã hạ Stoke City với tỉ số tương tự để đoạt Cúp FA lần thứ 5 trong lịch sử đội bóng sau 35 năm.

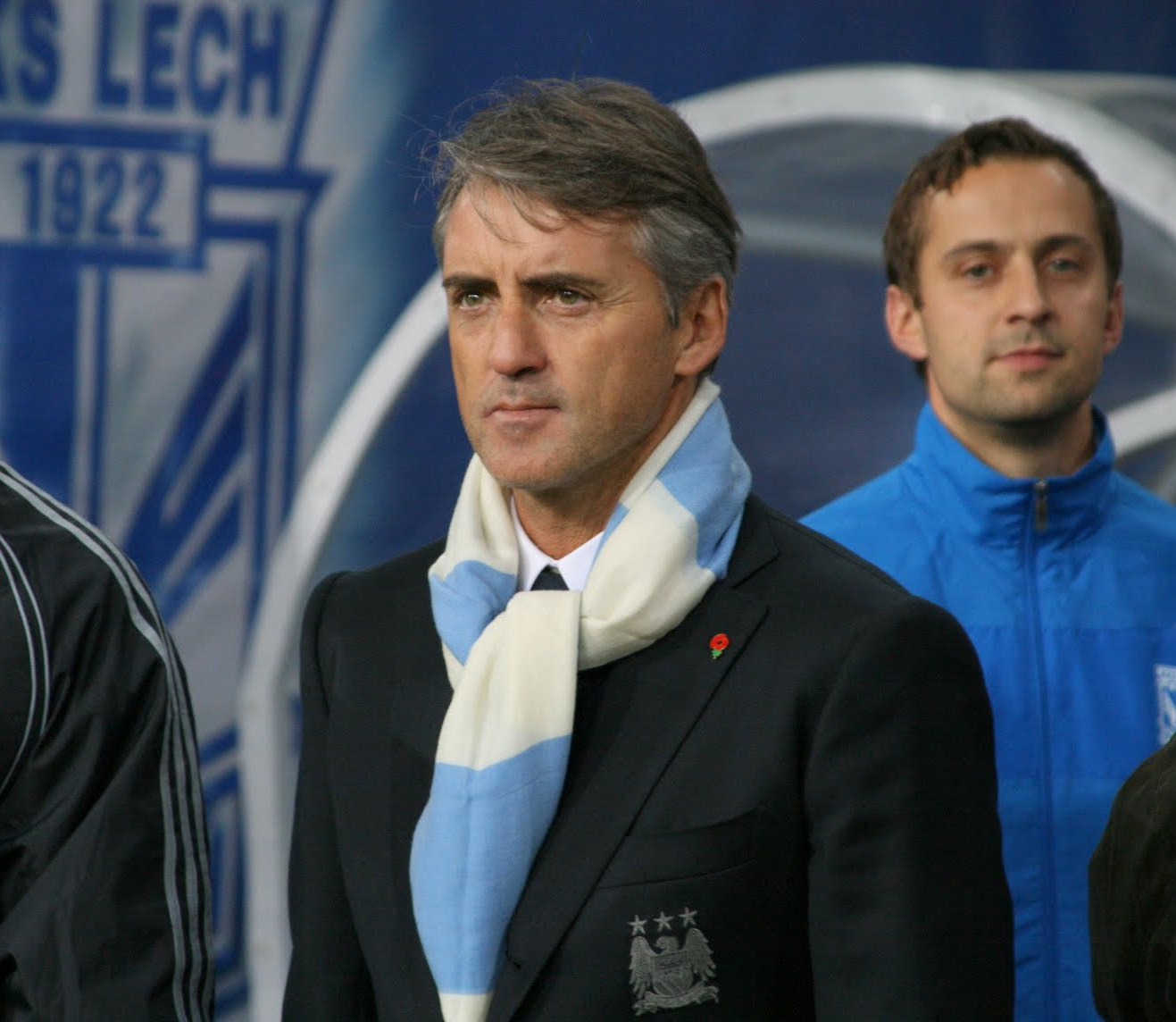
Huấn luyện viên Roberto Mancini.

Vào mùa bóng 2011-2012, Manchester City tiếp tục được tăng cường lực lượng. Họ thi đấu khá thành công và liên tục dẫn đầu, nhưng tới vòng thứ 28 thì để thua trận thứ 4 trong mùa bóng và bị kình địch Manchester United vượt lên trên, phải tạm xếp thứ 2 với 66 điểm, ít hơn 1 điểm so với đối thủ. Nhưng đến vòng 36, Manchester City đã thắng Manchester United trong cuộc đối đầu trên sân nhà (lượt đi đã thắng 6-1 tại Old Trafford) và lấy lại ngôi đầu với 83 điểm (cao hơn đối thủ về hiệu số bàn thắng bại). Đến vòng cuối cùng, đội Manchester City đã có 1 trận đấu nghẹt thở với đối thủ cần điểm để trụ hạng Queen Park Rangers. Với bàn thắng ấn định tỷ số 3-2 ở phút bù giờ cuối cùng, Sergio Agüero đã đưa Manchester City trở thành nhà vô địch giải Ngoại hạng Anh mùa bóng 2011-2012 sau 44 năm chờ đợi.
Nhưng tại giải Cup FA, Manchester City đã phải dừng bước ở vòng 3 trước Manchester United, và tại Cup Liên đoàn họ bị Liverpool loại ở bán kết. Tại Champions League, họ chơi không thành công và sau vòng bảng phải xuống chơi ở Europa League. Tại Europa League, họ đã vượt qua đương kim vô địch Porto của Bồ Đào Nha ở vòng loại trực tiếp đầu tiên nhưng sau đó bị 1 đối thủ Bồ Đào Nha khác là Sporting Lisbon loại ở vòng tiếp theo bằng luật bàn thắng sân khách.
Mùa bóng 2012-2013, Manchester City thi đấu không thành công như kỳ vọng so với mùa trước tại giải trong nước và đã để kình địch Manchester United giành lại ngôi vô địch ở vòng 34. Kết thúc mùa bóng, Manchester City giành được 78 điểm, kém đối thủ cùng thành phố 11 điểm. Tại FA Cup, Manchester City lọt vào chung kết và bất ngờ thua đội bóng bị xuống hạng Wigan Athletic tại sân Wembley. Tại đấu trường châu Âu, 1 lần nữa Manchester City lại thất bại nặng nề hơn giải trước khi họ đứng cuối bảng ở Champions League và bị loại. Cuối mùa giải, Roberto Mancini phải ra đi, thay thế cho ông là cựu huấn luyện viên của Real Madrid, Manuel Pellegrini.

### 2013-2016: Thời kỳ Manuel Pellegrini

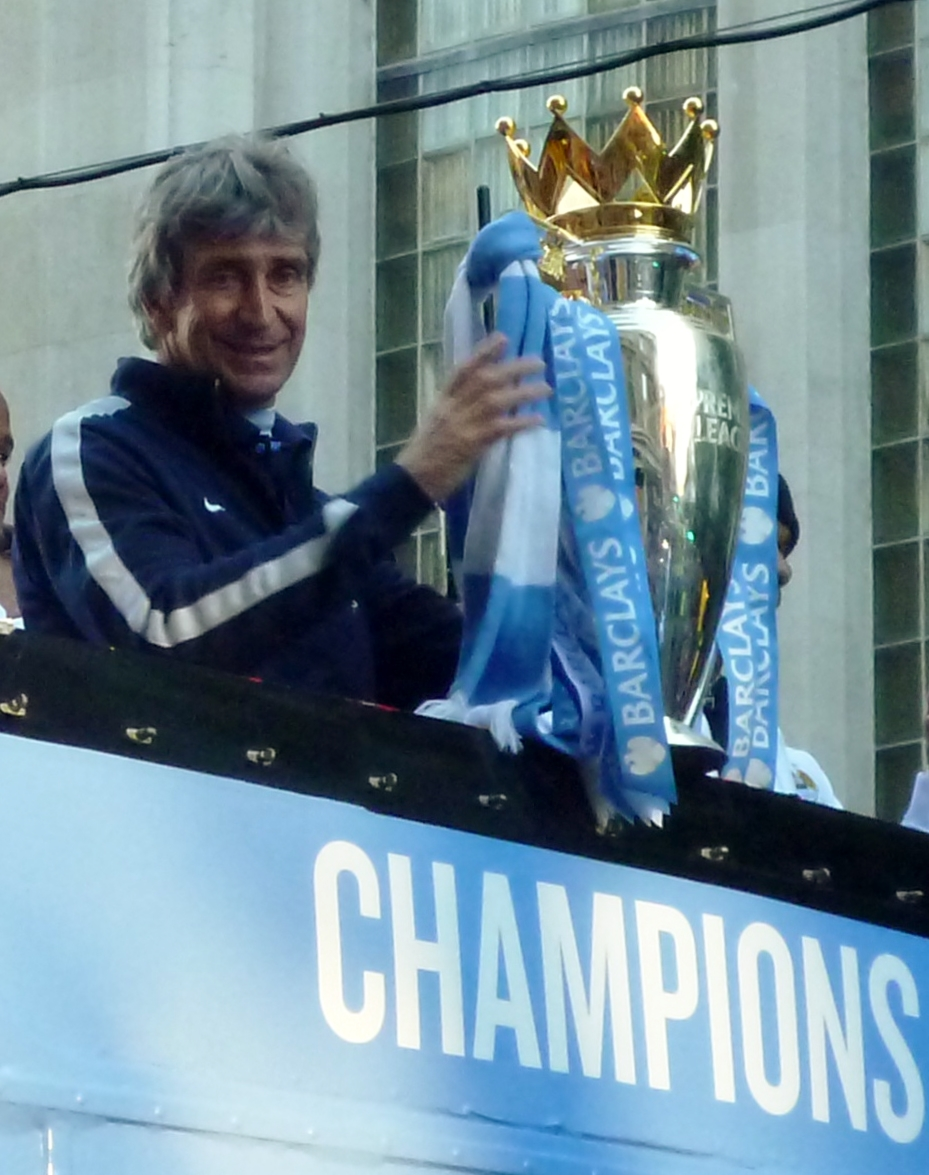
Manuel Pellegrini và chức vô địch năm 2014.

Ở mùa bóng 2013-2014, Manchester City thi đấu xuất sắc khi họ giành Cúp Liên Đoàn sau khi hạ Sunderland tại chung kết với tỉ số 3-1. Ở đấu trường châu Âu, Manchester City thi đấu tốt hơn mùa trước khi lần đầu tiên trong lịch sử lọt vào vòng 16 đội nhưng bị loại trước Barcelona. Còn tại Premier League, họ thi đấu khá tệ ở các vòng đấu cuối, nhất là trận thua trước Liverpool 3-2 và bị Sunderland hòa 2-2 khiến Manchester City bị Liverpool vượt lên dẫn đầu, thế nhưng 2 trận thắng liên tiếp, đặc biệt là trận thắng trước Aston Villa đã giúp Manchester City chiếm được ưu thế lớn trước vòng cuối với West Ham. Ở vòng cuối, Manchester City đã thắng West Ham 2-0 sau các bàn thắng của Samir Nasri và Vincent Kompany. Manchester City giành lại chức vô địch khi giành được 86 điểm, hơn Liverpool 2 điểm. Nhưng tại cúp FA, Manchester City lại nhận thất bại trước Wigan với tỉ số 1-2 và dừng bước ở tứ kết.
Ở mùa 2014-2015, Manchester City chơi khá tốt tại Premier League nhưng ở các vòng 16 và vòng 17, Manchester City đã để Chelsea thể hiện sự lấn lướt khi bắt đầu gia tăng cách biệt về điểm số khi chơi rất tệ ở các vòng đấu khi liên tiếp để mất điểm, bị Chelsea bỏ xa đến 8 điểm trên bảng xếp hạng. Nhưng Manchester City đã có liên tiếp 7 chiến thắng để cân bằng về điểm số với Chelsea chỉ sau 1 tháng. Thế nhưng, Manchester City lại bắt đầu có những dấu hiệu chập chững. Bỏ lỡ cơ hội chín mười để bám đuổi The Blues và trận hòa 1-1 tai hại trước Everton ở vòng 21 đã khiến Manchester City bị Chelsea gia tăng khoảng cách lên 2 điểm. Đặc biệt, trận thua 0-2 trước Arsenal khiến họ bị bỏ xa 5 điểm. Trận hòa 1-1 với Chelsea vẫn không thể đem lại kết quả thuận lợi gì cho họ khi khoảng cách vẫn là 5 điểm. Còn tại đấu trường châu Âu, Manchester City để thua 0-1 ở trận mở màn với Bayern München, hòa 1-1 thất vọng trước AS Roma và thua 1-2 trước CSKA Moskva đã để lại hậu quả nặng nề cho Manchester City khi họ đứng cuối bảng. Tại lượt về vòng bảng, Man City khởi đầu tệ hại khi hòa 2-2 trước CSKA Moskva. Nhưng Manchester City đã lách qua khe cửa hẹp một cách không tưởng khi thắng Bayern München 3-2 và 2-0 trước AS Roma, qua đó có 8 điểm và qua vòng bảng, lần thứ 2 lọt vào vòng 16 đội gặp Barcelona. Tuy nhiên giống như mùa giải trước đó họ buộc phải dừng bước sau khi để thua câu lạc bộ xứ Catalonia sau 2 lượt trận với tổng tỉ số 1-3 (lượt đi 1-2; lượt về 1-0). Còn tại FA Cup, Manchester City thi đấu thất vọng khi thua 0-2 Middlesbrough tại Etihad. Còn tại Cúp Liên Đoàn họ trở thành cựu vương khi thua Newcastle United với tỉ số 0-2.
Ở mùa 2015-2016, Manchester City có khởi đầu khá tốt ở 5 vòng đấu đầu tiên trong đó có chiến thắng 3-0 trước nhà đương kim vô địch Chelsea, song ở loạt trận đầu vòng bảng Cup châu Âu, Manchester City đã để thua Juventus trên sân nhà, kéo theo sau đó là trận thua West Ham 1-2 tại Etihad ở Giải ngoại hạng. Man City đã dần đánh mất phong độ khi để thua Tottenham, Liverpool, Leicester trên sân nhà và thất bại đến 1-5 trước Chelsea tại FA Cup. Tuy nhiên tại League Cup, Manchester City đã đánh bại câu lạc bộ Liverpool trên chấm luân lưu sau khi hòa nhau 1-1 trong 90 phút. Còn tại đấu trường châu Âu, Manchester City xuất sắc vượt qua vòng bảng, và tiến đến trận bán kết và chỉ chấp nhận dừng bước trước nhà vô địch sau đó là Real Madrid. Với danh hiệu League Cup đoạt được, Man City đã cứu vớt một mùa giải không mấy thành công và đó cũng là danh hiệu cuối cùng của Pellegrini khi dẫn dắt Man City mùa này.

### 2016–nay: Thời kỳ Pep Guardiola
Trước khi mùa giải 2016-17 khởi tranh, Manchester City đã bổ nhiệm cựu huấn luyện viên của Bayern Munich, ông Pep Guardiola làm huấn luyện viên trưởng của đội. Mùa hè năm đó, Manchester City đã có những sự bổ sung chất lượng khi đem về những tân binh đến từ Bundesliga như Ilkay Gündoğan, Leroy Sané, tiền đạo Nolito, thủ môn Claudio Bravo từ La Liga và trung vệ đắt giá nhất Giải ngoại hạng John Stones. Ở 3 vòng đấu đầu tiên Manchester City dưới sự dẫn dắt của Pep Guardiola đã dành trọn 9 điểm, đứng đầu bảng xếp hạng. Vòng 4 chứng kiến trận Derby Manchester giữa Manchester City và Manchester United trên sân Old Trafford, một cuộc đối đầu giữa Pep Guardiola và José Mourinho. Ở phút thứ 15, tiền vệ Kevin De Bruyne đã tận dụng sai lầm của Daley Blind để thoát xuống ghi bàn mở tỷ số, đến phút thứ 36 thì tỷ số đã là 2-0 khi tiền đạo Kelechi Iheanacho phá bẫy việt vị dễ dàng đệm bóng cận thành. Manchester United chỉ có thể gỡ lại 1 bàn do công của Ibrahimović bởi tình huống phá bóng sai lầm của thủ môn Bravo và tỷ số 2-1 được giữ nguyên đến hết trận. Đây cũng là trận thắng đầu tiên của huấn luyện viên Pep Guardiola tại Derby Manchester . Sau đó, mọi thứ bắt đầu như diều gặp gió cho Man City. Họ bất bại tại Premier League chỉ cho đến khi Tottenham hạ gục Man City 2-0. Đó cũng chính là bước ngoặt khi đội bóng áo xanh đánh mất phong độ trầm trọng và có lúc còn suýt bị đánh bật khỏi Top 4. Từ ứng viên vô địch, họ phải chịu cảnh ganh đua vị trí trong Top 4 với Liverpool và Arsenal. Cuối cùng, chiến thắng 5-0 trước Watford đã giúp Man City kết thúc mùa 2016-17 trong Top 4 với vị trí thứ 3 và được dự vòng bảng Champions League mùa sau.

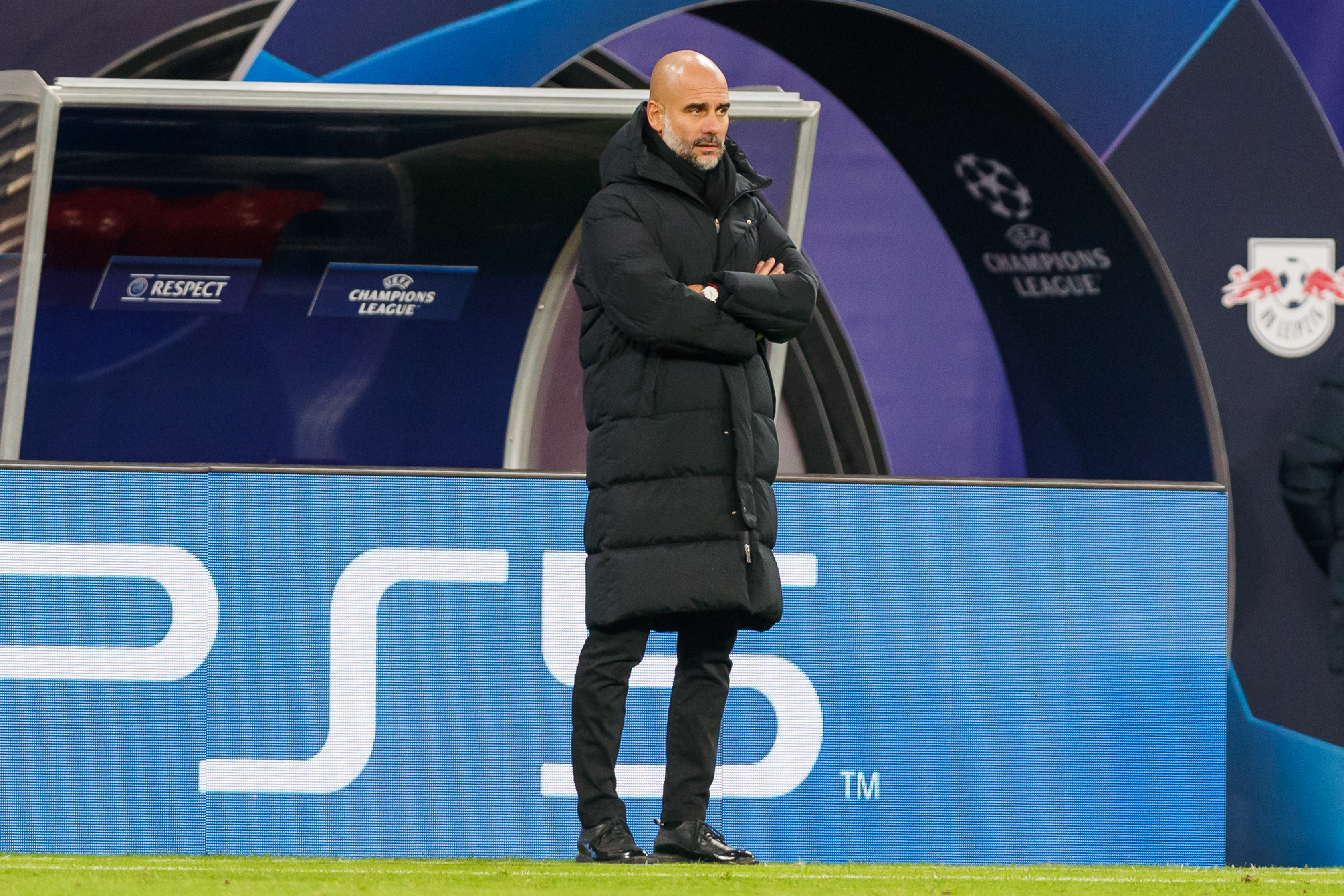
Pep Guardiola đang dẫn dắt Manchester City năm 2021

Trong mùa giải 2017–18, rất nhiều tân binh chất lượng được đưa về với những bản hợp đồng giá trị bao gồm: Aymeric Laporte, Benjamin Mendy, Kyle Walker, Bernardo Silva, Ederson Moraes, Danilo. Manchester City đã phá vỡ và thiết lập một số kỷ lục mới của bóng đá Anh  với 100 điểm và 106 bàn thắng để vô địch Ngoại Hạng Anh. Họ lập kỷ lục chuỗi thắng sân khách liên tiếp (11) và trong một mùa (18) lập kỷ lục của câu lạc bộ bằng chuỗi 28 trận liên tiếp bất bại trong tất cả các giải đấu; 30 trận liên tiếp bất bại trong giải; 20 trận thắng liên tiếp trên sân nhà trong tất cả các giải đấu và chiến thắng 13 trận sân khách trong một mùa giải. Vào ngày 25 tháng 2, City giành được danh hiệu đầu tiên của họ dưới thời Pep Guardiola, đánh bại Arsenal 3-0 tại Sân vận động Wembley để giành Cúp EFL 2017–18. Trung bình, mỗi trận đấu các cầu thủ Man City ghi gần 2,8 bàn. Hàng thủ của đội chủ sân Etihad cũng hoạt động hiệu quả nhất khi chỉ để thủng lưới 27 lần, tạo ra hiệu số +79, thông số tốt nhất lịch sử giải Ngoại hạng Anh. Khoảng cách 19 điểm so với đội đứng thứ 2 là Manchester United khi đăng quang vô địch Ngoại Hạng Anh.
Trong mùa 2018–19, Guardiola đã đưa lạc bộ bảo vệ các danh hiệu Premier League khi đạt 98 điểm, và EFL Cup trước Chelsea; lần đầu tiên trong lịch sử của Manchester City, câu lạc bộ này đã bảo vệ thành công danh hiệu đạt được năm trước đó. Sau đó, đội tiếp tục giành cúp FA khi đại thắng Watford 6-0 và hoàn thành một cú ăn ba trong nước chưa từng có trong nước Anh.
Vào ngày 14 tháng 2 năm 2020, câu lạc bộ đã bị cấm tham gia tất cả các giải đấu câu lạc bộ cấp UEFA cho các mùa 2020–21 và 2021–22 và bị Cơ quan kiểm soát tài chính Câu lạc bộ UEFA phạt 30 triệu euro do vi phạm Quy định công bằng tài chính của UEFA. Tuy nhiên, quyết định của UEFA thất bại vì Man City đã kiện cáo thành công, Mùa năm đó Man City về nhì Ngoại Hạng Anh khi Liverpool giành chức vô địch Premier League đầu tiên sau 30 năm, và giành được cúp liên đoàn Anh  thứ 3 liên tiếp khi đánh bại Aston Villa 2–1.
Trong mùa 2020–21, Pep Guardiola giúp đội bóng giành lại chức vô địch giải đấu và danh hiệu EFL Cup thứ tư liên tiếp. Cho đến nay, Guardiola đã có tổng cộng 10 danh hiệu vô địch quốc gia và cúp quốc gia Anh. Ở đấu trường châu Âu, Guardiola trở thành HLV đầu tiên của Man City lọt vào trận chung kết Cúp C1 châu Âu, nơi họ bị Chelsea đánh bại. Cho đến thời điểm đó, ông đã đưa Man City 1 lần vào đến trận chung kết, ba trận tứ kết và một lần bị loại ở vòng 16.
City đã bảo vệ chức vô địch của họ một lần nữa vào mùa giải 2021–22 sau một cuộc đua danh hiệu căng thẳng khác với Liverpool; qua đó có lần thứ 4 đoạt danh hiệu trong 5 mùa giải. Man City đã bị dẫn trước hai bàn trong trận đấu và giành chiến thắng 3–2 trên sân nhà trước Aston Villa trong trận hạ màn mùa giải. Ba bàn thắng đều được ghi chớp nhoáng trong 5 phút từ phút 76 đến 81 được so sánh cùng với những chiến thắng nổi tiếng trong trận chung kết play-off năm 1999 với Gillingham và trận đấu cuối mùa 2011–12 với QPR. City cũng lọt vào bán kết Champions League một lần nữa trong mùa giải đó (và là lần thứ ba trong lịch sử của họ), nhưng đã để Real Madrid đánh bại với tỷ số chung cuộc 6–5.
Trong mùa 2022–23, Man City thay thế Raheem Sterling, Gabriel Jesus, Oleksandr Zinchenko, Fernandinho và Zack Steffen sắp ra đi bằng các bản hợp đồng gồm Erling Haaland, Kalvin Phillips, Manuel Akanji, Sergio Gómez và Stefan Ortega. Vào ngày 20 tháng 5 năm 2023, Manchester City vô địch Premier League 2022–23 sớm 3 trận đấu sau trận thua của Arsenal trước Nottingham Forest, đây là danh hiệu thứ 5 của họ dưới thời Guardiola và danh hiệu thứ 3 liên tiếp. Manchester City sau đó vô địch FA Cup lần thứ 7 trước kình địch Manchester United với tỷ số 2-1 , và đánh bại Inter Milan 1-0 trong trận chung kết Champions League để có lần đầu tiên vô địch giải đấu, qua đó hoàn tất cú ăn ba trong mùa giải và trở thành đội bóng Anh thứ 2 sau Manchester United làm được điều này. Manchester City có lần đầu tiên đoạt Siêu cúp châu Âu sau khi đánh bại đội vô địch Europa League Sevilla trong loạt sút luân lưu cân não , và hạ Fluminense 4-0 ở chung kết FIFA Club World Cup 2023 tại Ả Rập Xê Út cuối năm để hoàn tất "cú ăn 5" đầu tiên trong lịch sử đội bóng. Dù để Real Madrid loại ở tứ kết Champions League, nhưng đội đã lên ngôi vô địch Ngoại hạng Anh 4 lần liên tiếp, vượt qua thành tích 3 lần liền đăng quang của Huddersfield Town (thời 1924-1926), Arsenal (1933-1935), Liverpool (1982-1984) và Manchester United (1999-2001, 2007-2009). Thế thống trị của thầy trò Guardiola cũng đưa duy trì, khi họ đã vô địch 6 lần trong 7 mùa gần nhất.

## Biểu tượng và màu trang phục
Trang phục của Manchester City có màu xanh da trời và trắng. Màu truyền thống trước đây là màu hạt dẻ hoặc (từ những năm 1960) là đỏ và đen, đến gần đây nhiều màu khác được sử dụng. Màu nguyên bản ban đầu không rõ là màu gì, nhưng có bằng chứng về màu xanh nhạt từ năm 1892 hoặc sớm hơn.
Một cuốn sách mang tên Famous Football Clubs – Manchester City xuất bản những năm 1940 cho biết đầu tiên West Gorton (St. Marks) chơi bóng trong màu áo hồng và đen, còn các báo cáo từ năm 1881 mô tả đội bóng mặc áo đen có sọc trắng, biểu thị màu nguyên bản như một đội bóng nhà thờ.
Màu đỏ và đen do trợ lý huấn luyện viên Malcolm Allison mang đến, ông được coi là người muốn truyền cảm vinh quang cho Manchester City từ đội AC Milan.
Biểu tượng hiện tại của đội bóng được thông qua từ năm 1997, do biểu tượng cũ không đủ tiêu chuẩn để đăng ký thương hiệu.
Trước đây đội bóng từng mang cả hai biểu tượng trên áo đấu. Biểu tượng đầu tiên được đưa ra từ năm 1970, dựa trên những thiết kế được dùng trên văn bản chính thức của câu lạc bộ từ giữa những năm 1960.
Thiết kế hai vòng tròn lồng vào nhau xuất hiện trên huy hiệu của Manchester City gần như suốt những năm của thế kỷ 20. Trong cả hai logo đều xuất hiện hình ảnh chiếc thuyền biểu tượng cho Manchester Ship Canal, tuy nhiên phía dưới thì khác nhau. Hình trái có ba gạch chéo biểu tượng cho 3 dòng sông chảy qua thành phố Manchester là Irwell, Irk và Medlock, trong khi hình phải thì có bông hồng đỏ đặc trương của Lancashire. Đến năm 1998, Manchester City thiết kế lại gần như hoàn toàn logo của đội bóng và được sử dụng cho đến ngày nay. Điểm nổi bật trong logo này là hình ảnh chú đại bàng có thể hiểu là biểu tượng quốc huy cũ của thành phố hoặc cũng có thể hiểu là đại diện cho ngành hàng không đang trên đà phát triển của thành phố. Trên đỉnh logo có ba ngôi sao còn ở trung tâm là tấm khiên vẽ hình ảnh gần như giống với logo của những năm đầu thế kỷ 20. Dưới cùng là dòng chữ latinh mang ý nghĩa "niềm kiêu hãnh trong chiến đấu".

### Nhà cung cấp bộ dụng cụ và nhà tài trợ áo đấu
| Giai đoạn | Nhà tài trợ trang phục | Nhà tài trợ trên áo (ngực áo) | Nhà tài trợ trên áo (cổ tay) |
| --------- | ---------------------- | ----------------------------- | ---------------------------- |
| 1974–1982 | Umbro                  | Không có nhà tài trợ          | Không có nhà tài trợ         |
| 1982–1984 | Umbro                  | Saab                          | Không có nhà tài trợ         |
| 1984–1987 | Umbro                  | Philips                       | Không có nhà tài trợ         |
| 1987–1997 | Umbro                  | Brother                       | Không có nhà tài trợ         |
| 1997–1999 | Kappa                  | Brother                       | Không có nhà tài trợ         |
| 1999–2002 | Le Coq Sportif         | Eidos                         | Không có nhà tài trợ         |
| 2002–2003 | Le Coq Sportif         | First Advice                  | Không có nhà tài trợ         |
| 2003–2004 | Reebok                 | First Advice                  | Không có nhà tài trợ         |
| 2004–2007 | Reebok                 | Thomas Cook                   | Không có nhà tài trợ         |
| 2007–2009 | Le Coq Sportif         | Thomas Cook                   | Không có nhà tài trợ         |
| 2009–2013 | Umbro                  | Etihad Airways                | Không có nhà tài trợ         |
| 2013–2017 | Nike                   | Etihad Airways                | Không có nhà tài trợ         |
| 2017–2019 | Nike                   | Etihad Airways                | Nexen Tire                   |
| 2019–2023 | Puma                   | Etihad Airways                | Nexen Tire                   |
| 2023–nay  | Puma                   | Etihad Airways                | OKX                          |

### Thỏa thuận về trang phục
| Nhà tài trợ trang phục | Giai đoạn | Ngày thông báo      | Thời hạn hợp đồng dự kiến                    | Giá trị                     | Ghi chú                                                          |
| ---------------------- | --------- | ------------------- | -------------------------------------------- | --------------------------- | ---------------------------------------------------------------- |
| Le Coq Sportif         | 2007–2009 | 13 tháng 5 năm 2007 | 2007–2011 (4 năm)                            | Khoảng 2.5 triệu bảng / năm | Được thay thế bằng hợp đồng Umbro                                |
| Umbro                  | 2009–2013 | 4 tháng 6 năm 2009  | 2009–2019 (10 năm)                           | Khoảng 2.5 triệu bảng / năm | Hợp đồng Umbro được chuyển giao cho công ty mẹ Nike vào năm 2013 |
| Nike                   | 2013–2019 | 4 tháng 5 năm 2012  | 2013–2019 (6 năm)                            | Khoảng 20 triệu bảng / năm  |                                                                  |
| Puma                   | 2019–2029 | 28 tháng 2 năm 2019 | Tháng 7 năm 2019 – Tháng 7 năm 2029 (10 năm) | Khoảng 65 triệu bảng / năm  |                                                                  |

## Chủ sở hữu
Đội bóng thực chất là Công ty tư nhân Manchester City F.C., Manchester City Limited, với tổng cộng 57 triệu cổ phần. Công ty hiện tại nằm dưới quyền sở hữu của một số hữu hạn tư nhân từ năm 2007, khi đa số các cổ đông đồng ý bán cổ phiếu cho UK Sports Investments Limited (UKSIL) nằm dưới quyền sở hữu của cựu thủ tướng Thái Lan Thaksin Shinawatra. UKSIL đã đưa ra lời đề nghị mua lại cổ phiếu từ hàng nghìn cổ đông nhỏ lẻ.
Ông Thaksin đã bỏ ra 81,6 triệu bảng để mua câu lạc bộ. Sau đó 1 năm, ông đã bán lại cho Abu Dhabi United Group Investment và Development Limited có trụ sở tại Abu Dhabi với giá trị 200 triệu bảng.
| Chủ tịch \| Các đời chủ tịch - 1973-1994: Peter Swales - 1997-1998: Francis Lee - 1998-2003: David Bernstein - 2003-2007: John Wardle - 2007-2008: Thaksin Shinawatra - 2008-nay: Khaldoon Al Mubarak \| |
| Các đời chủ tịch - 1973-1994: Peter Swales - 1997-1998: Francis Lee - 1998-2003: David Bernstein - 2003-2007: John Wardle - 2007-2008: Thaksin Shinawatra - 2008-nay: Khaldoon Al Mubarak                |

## Sân vận động

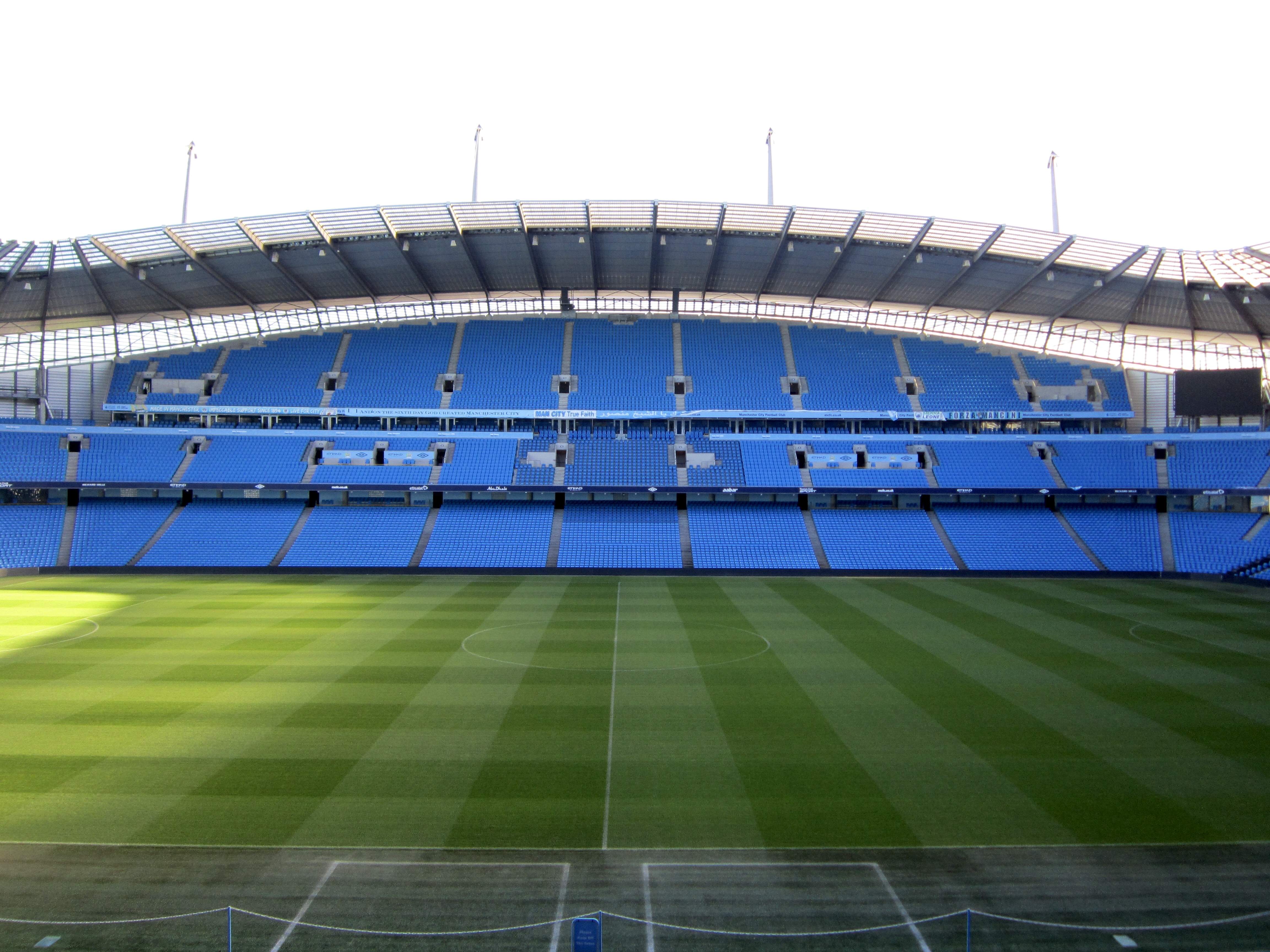
Sân Etihad.

Sân vận động của câu lạc bộ Manchester City ban đầu có tên là City of Manchester Stadium (CoMS), sau này cũng được biết đến với cái tên Sân vận động Etihad vì lý do tài trợ sau khi ban lãnh đạo đội bóng nước Anh đạt được thỏa thuận với Etihad Airways (hãng hàng không quốc gia của Các Tiểu vương quốc Ả Rập Thống nhất).
Sân vận động có hình cái bát, với 2 tầng xung quanh và tầng thứ 3 nằm phía trên tầng thứ 2. Vào ngày 1 tháng 7 năm 2009, đây được đánh giá là sân lớn thứ 4 ở Giải bóng đá Ngoại hạng Anh và lớn thứ 20 ở vương quốc Anh với sức chứa 48.000 chỗ ngồi. Năm 2008 nơi đây đã tổ chức trận chung kết UEFA CUP 2008. Do nhu cầu của câu lạc bộ và phía người hâm mộ, mùa hè 2015 và 2016, sân Etihad được nâng cấp và mở rộng lên thành 60.000 chỗ ngồi, đồng thời đáp ứng các tiêu chuẩn của UEFA.
Ban đầu, sân được xây nhằm chuẩn bị cho Thế vận hội Mùa hè 2000 nhưng Anh không được đăng cai tổ chức, sân được xây vào năm 2002 với kinh phí 110 triệu bảng Anh để phục vụ cho giải thể thao Khối Thịnh vượng chung. Sau giải đấu, sân được sử dụng cho bóng đá, và trở thành sân nhà của Manchester City, đội chuyển sang đây từ sân Maine Road vào năm 2003, ký một bản hợp đồng cho thuê có thời hạn 250 năm.

## Cổ động viên

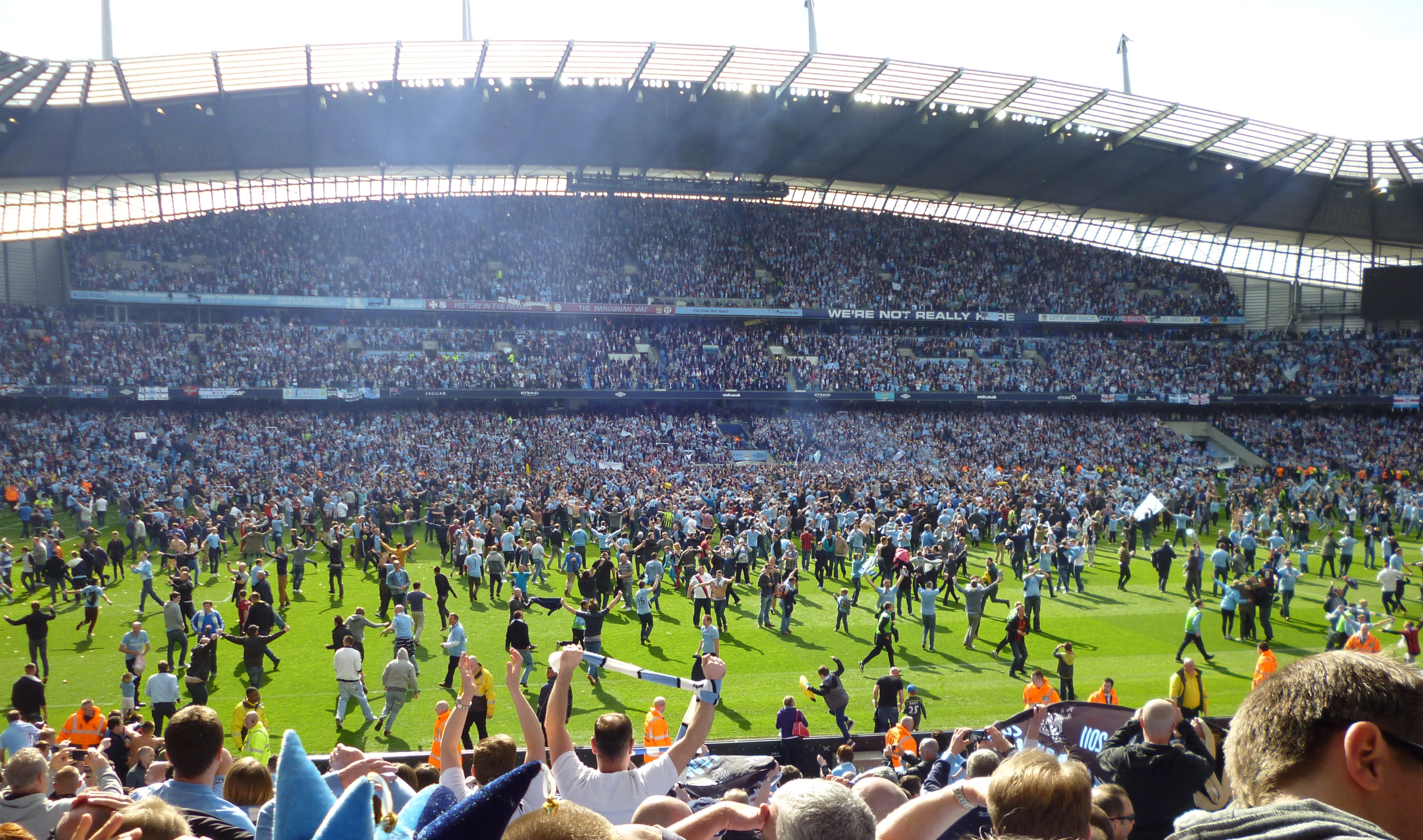
CĐV chen vào sân ăn mừng chức vô địch 2012

Manchester City có một lượng fan lớn liên quan trên toàn thế giới. Kể từ khi chuyển đến sân City of Manchester, khán giả trung bình của Manchester City có được đứng thứ sáu ở Anh, vượt quá 40.000 người. Ngay cả trong những năm cuối thập niên 1990, khi CLB bị xuống hạng hai lần trong ba mùa và chơi ở giải hạng ba của bóng đá Anh (sau đó giải hạng Hai, tại giải hạng nhất), khán giả nhà ở Manchester vẫn lên đến 30.000, so với mức trung bình 8.000.
Nghiên cứu được thực hiện bởi Manchester City vào năm 2005 ước tính lượng fan ở Vương quốc Anh là vào khoảng 886.000 và 2 triệu nếu tính trên toàn thế giới. Kể từ khi câu lạc bộ rơi vào tay của Sheikh Mansour, những danh hiệu gần đây đã đến với phòng truyền thống CLB, con số đó đã tăng gấp nhiều lần.
Câu lạc bộ những người ủng hộ Manchester City đã được chính thức công nhận là Supporters Club Manchester City FC (1949), được hình thành từ sự sáp nhập của hai tổ chức hiện trong năm 201 là Hội người ủng hộ chính thức Câu lạc bộ (OSC) và Hiệp hội Centenary (CSA). Sự cạnh tranh lớn nhất của Manchester City chính là câu lạc bộ láng giềng Manchester United, các cổ động viên của họ luôn tranh cãi về những trận derby Manchester.

## Các cầu thủ

### Đội hình hiện tại
Tính đến 16 tháng 8 năm 2025
Ghi chú: Quốc kỳ chỉ đội tuyển quốc gia được xác định rõ trong điều lệ tư cách FIFA. Các cầu thủ có thể giữ hơn một quốc tịch ngoài FIFA.
| Số | VT | Quốc gia    | Cầu thủ                     |
| -- | -- | ----------- | --------------------------- |
| 1  | TM | Anh         | James Trafford              |
| 3  | HV | Bồ Đào Nha  | Rúben Dias (đội phó)        |
| 4  | TV | Hà Lan      | Tijjani Reijnders           |
| 5  | HV | Anh         | John Stones                 |
| 6  | HV | Hà Lan      | Nathan Aké                  |
| 7  | TĐ | Ai Cập      | Omar Marmoush               |
| 8  | TV | Croatia     | Mateo Kovačić               |
| 9  | TĐ | Na Uy       | Erling Haaland              |
| 10 | TV | Pháp        | Rayan Cherki                |
| 11 | TV | Bỉ          | Jérémy Doku                 |
| 13 | TM | Anh         | Marcus Bettinelli           |
| 14 | TV | Tây Ban Nha | Nico González               |
| 16 | TV | Tây Ban Nha | Rodri (đội phó)             |
| 18 | TM | Đức         | Stefan Ortega               |
| 19 | TV | Đức         | İlkay Gündoğan (đội phó)    |
| 20 | TV | Bồ Đào Nha  | Bernardo Silva (đội trưởng) |
| 21 | HV | Algérie     | Rayan Aït-Nouri             |

| Số | VT | Quốc gia     | Cầu thủ             |
| -- | -- | ------------ | ------------------- |
| 24 | HV | Croatia      | Joško Gvardiol      |
| 25 | HV | Thụy Sĩ      | Manuel Akanji       |
| 26 | TV | Brasil       | Savinho             |
| 27 | TV | Bồ Đào Nha   | Matheus Nunes       |
| 30 | TV | Argentina    | Claudio Echeverri   |
| 31 | TM | Brasil       | Ederson             |
| 32 | TV | Argentina    | Máximo Perrone      |
| 44 | TV | Anh          | Kalvin Phillips     |
| 45 | HV | Uzbekistan   | Abdukodir Khusanov  |
| 47 | TV | Anh          | Phil Foden          |
| 52 | TV | Na Uy        | Oscar Bobb          |
| 75 | TV | Anh          | Nico O'Reilly       |
| 78 | HV | Burkina Faso | Issa Kaboré         |
| 82 | HV | Anh          | Rico Lewis          |
| 87 | TV | Anh          | James McAtee        |
| 97 | HV | Anh          | Josh Wilson-Esbrand |

#### Cho mượn
Ghi chú: Quốc kỳ chỉ đội tuyển quốc gia được xác định rõ trong điều lệ tư cách FIFA. Các cầu thủ có thể giữ hơn một quốc tịch ngoài FIFA.
| Số | VT | Quốc gia | Cầu thủ                                                  |
| -- | -- | -------- | -------------------------------------------------------- |
| 10 | TV | Anh      | Jack Grealish (tại Everton F.C. đến 31 tháng 5 năm 2026) |
| 22 | HV | Brasil   | Vitor Reis (tại Girona FC đến 31 tháng 5 năm 2026)       |
| 67 | TĐ | Anh      | Divin Mubama (tại Stoke City đến 31 tháng 5 năm 2026)    |
| 94 | HV | Anh      | Finley Burns (tại Reading đến 31 tháng 5 năm 2026)       |

### Những cầu thủ khác ra sân ở đội một
Những cầu thủ sau đây đã từng tham dự cúp quốc gia hoặc đã xuất hiện trên băng ghế dự bị cho đội một.
Ghi chú: Quốc kỳ chỉ đội tuyển quốc gia được xác định rõ trong điều lệ tư cách FIFA. Các cầu thủ có thể giữ hơn một quốc tịch ngoài FIFA.
| Số | VT | Quốc gia | Cầu thủ              |
| -- | -- | -------- | -------------------- |
| 56 | TV | Anh      | Jacob Wright         |
| 61 | HV | Anh      | Kaden Braithwaite    |
| 66 | HV | Anh      | Jahmai Simpson-Pusey |
| 67 | TĐ | Anh      | Divin Mubama         |
| 68 | HV | Anh      | Max Alleyne          |

| Số | VT | Quốc gia | Cầu thủ             |
| -- | -- | -------- | ------------------- |
| 69 | TM | Wales    | Max Hudson          |
| 75 | TV | Anh      | Nico O'Reilly       |
| 80 | TM | Anh      | Spike Brits         |
| 85 | TĐ | Đức      | Farid Alfa-Ruprecht |

### Số áo được treo
Kể từ năm 2003, Manchester City đã không ban hành số áo 23. Đó là số áo được treo để tưởng nhớ Marc-Vivien Foé, người được câu lạc bộ cho mượn từ Lyon vào thời điểm anh qua đời trên sân thi đấu khi đang chơi cho Cameroon tại FIFA Confederations Cup 2003.
Ghi chú: Quốc kỳ chỉ đội tuyển quốc gia được xác định rõ trong điều lệ tư cách FIFA. Các cầu thủ có thể giữ hơn một quốc tịch ngoài FIFA.
| Số | VT | Quốc gia | Cầu thủ                             |
| -- | -- | -------- | ----------------------------------- |
| 23 | TV | Cameroon | Marc-Vivien Foé (2002–03) – di cảo) |

### Đội trưởng
| Giai đoạn    | Đội trưởng            |
| ------------ | --------------------- |
| 1998–2000    | Andy Morrison (DF)    |
| 2000–2001    | Alfie Haaland (DF/MF) |
| 2001–2002    | Stuart Pearce (DF)    |
| 2002–2003    | Ali Benarbia (MF)     |
| 2003–2006    | Sylvain Distin (DF)   |
| 2006–2009    | Richard Dunne (DF)    |
| 2009–2010    | Kolo Touré (DF)       |
| 2010–2011    | Carlos Tevez (FW)     |
| 2011–2019    | Vincent Kompany (DF)  |
| 2019–2020    | David Silva (MF)      |
| 2020–2022    | Fernandinho (MF)      |
| 2022–2023    | İlkay Gündoğan (MF)   |
| 2023–2025    | Kyle Walker (DF)      |
| 2025         | Kevin De Bruyne (MF)  |
| 2025–present | Bernardo Silva (MF)   |

### Cầu thủ của năm
Mỗi mùa giải kể từ khi kết thúc mùa giải 1966–67, các thành viên của Câu lạc bộ những cổ động viên chính thức của Manchester City đã bỏ phiếu bằng lá phiếu để chọn cầu thủ trong đội mà họ cảm thấy xứng đáng được công nhận nhất cho màn trình diễn của anh ấy trong mùa giải đó. Bảng sau đây liệt kê những người nhận giải thưởng này kể từ năm 2000.
| Mùa giải | Người chiến thắng     |
| -------- | --------------------- |
| 2000–01  | Danny Tiatto          |
| 2001–02  | Ali Benarbia          |
| 2002–03  | Sylvain Distin        |
| 2003–04  | Shaun Wright-Phillips |
| 2004–05  | Richard Dunne         |
| 2005–06  | Richard Dunne         |
| 2006–07  | Richard Dunne         |
| 2007–08  | Richard Dunne         |
| 2008–09  | Stephen Ireland       |
| 2009–10  | Carlos Tevez          |

| Mùa giải | Người chiến thắng |
| -------- | ----------------- |
| 2010–11  | Vincent Kompany   |
| 2011–12  | Sergio Agüero     |
| 2012–13  | Pablo Zabaleta    |
| 2013–14  | Yaya Touré        |
| 2014–15  | Sergio Agüero     |
| 2015–16  | Kevin De Bruyne   |
| 2016–17  | David Silva       |
| 2017–18  | Kevin De Bruyne   |
| 2018–19  | Bernardo Silva    |
| 2019–20  | Kevin De Bruyne   |

| Mùa giải | Người chiến thắng |
| -------- | ----------------- |
| 2020–21  | Rúben Dias        |
| 2021–22  | Kevin De Bruyne   |
| 2022–23  | Erling Haaland    |
| 2023–24  | Phil Foden        |
| 2024–25  | Joško Gvardiol    |

Nguồn:

## Điều hành CLB

### Ban lãnh đạo

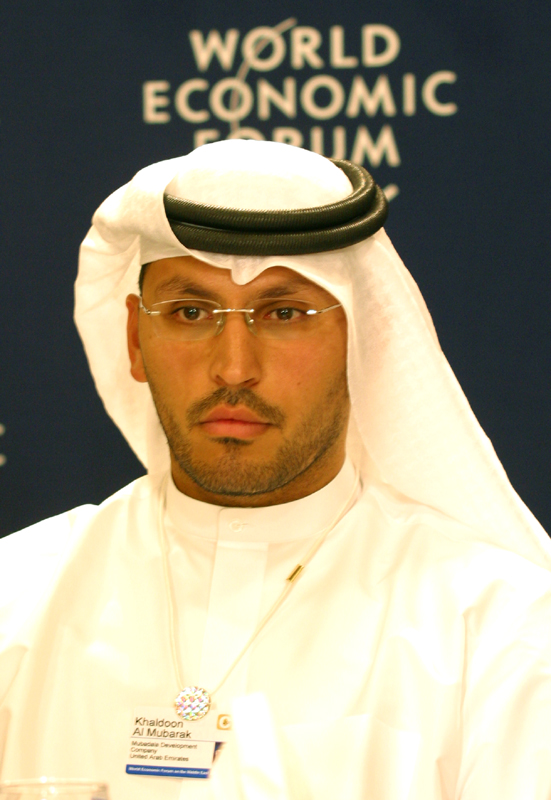
Chủ tịch Khaldoon Al Mubarak.

| Chức vụ                                        | Tên                                                                                           |
| ---------------------------------------------- | --------------------------------------------------------------------------------------------- |
| Chủ tịch                                       | Khaldoon Al Mubarak                                                                           |
| Giám đốc điều hành                             | Ferran Soriano                                                                                |
| Giám đốc kĩ thuật toàn cầu City Football Group | Txiki Begiristain                                                                             |
| Ban giám đốc                                   | Mike Summerbee Paul Dickov Micah Richards Pablo Zabaleta Joleon Lescott Shaun Wright-Phillips |

### Ban huấn luyện
| Chức vụ                             | Tên                        |
| ----------------------------------- | -------------------------- |
| Huấn luyện viên                     | Pep Guardiola              |
| Trợ lý huấn luyện viên              | Carlos Vicens Juanma Lillo |
| Huấn luyện viên thể lực             | Lorenzo Buenaventura       |
| Huấn luyện viên phân tích hiệu suất | Carles Planchart           |
| Huấn luyện viên hỗ trợ người chơi   | Manel Estiarte             |
| Trưởng phòng thủ môn                | Xabier Mancisidor          |
| Huấn luyện viên thủ môn             | Richard Wright             |
| Giám đốc học viện                   | Thomas Krucken             |
| HLV đội trẻ tiềm năng U-23          | Ben Wilkinson              |
| HLV thủ môn U-23                    | Imanol Egaña               |
| HLV học viện U-18                   | Oliver Reiss               |
| Trợ lý HLV học viện U-18            | Jamie Carr                 |
| Trợ lý HLV học viện U-18            | Richard Dunne              |
| HLV thủ môn U-18                    | Max Johnson                |
| Tuyển trạch viên                    | Carlo Cancellieri          |

Nguồn:
Huấn luyện viên nổi bật
| Huấn luyện viên   | Từ   | Tới  | Số trận | Thắng | Hòa | Thua | Tỉ lệ thắng % | Danh hiệu |
| ----------------- | ---- | ---- | ------- | ----- | --- | ---- | ------------- | --- |
| Tom Maley         | 1902 | 1906 | 150     | 89    | 22  | 39   | 59.33         | 1904 FA Cup |
| Wilf Wild         | 1932 | 1946 | 352     | 158   | 71  | 123  | 44.89         | 1934 FA Cup, 1936–37 First Division |
| Les McDowall      | 1950 | 1963 | 592     | 220   | 127 | 245  | 37.16         | 1956 FA Cup |
| Joe Mercer        | 1965 | 1971 | 340     | 149   | 94  | 97   | 43.82         | 1967–68 First Division,1968 FA Charity Shield 1969 FA Cup 1970 European Cup Winners' Cup 1970 League Cup |
| Tony Book         | 1973 | 1980 | 269     | 114   | 75  | 80   | 42.38         | 1976 League Cup |
| Roberto Mancini   | 2009 | 2013 | 191     | 113   | 38  | 40   | 59.16         | 2011 FA Cup, 2011–12 Premier League 2012 FA Community Shield |
| Manuel Pellegrini | 2013 | 2016 | 167     | 100   | 28  | 39   | 59.88         | 2014 League Cup, 2013–14 Premier League 2016 League Cup |

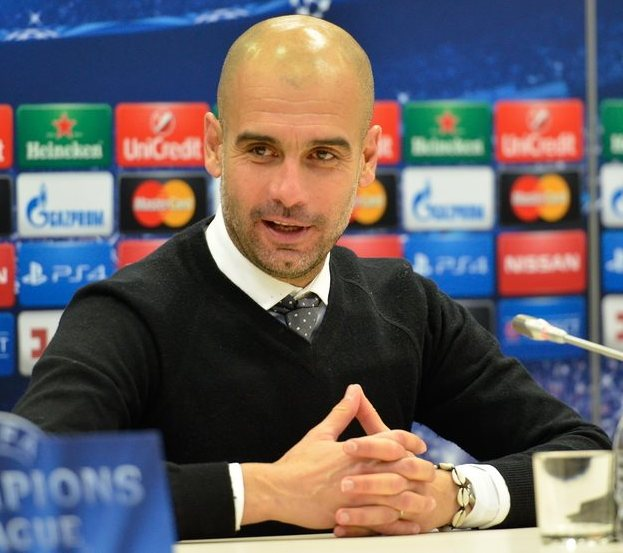
Huấn luyện viên Pep Guardiola.

| Pep Guardiola     | 2016 | nay  | 476     | 346   | 67  | 63   | 72.69         | 2018 Premier League, League Cup, FA Community Shield 2019 Premier League, League Cup, FA Cup, FA Community Shield 2020 League Cup 2021 Premier League, League Cup 2022 Premier League 2023 FIFA Club World Cup, UEFA Super Cup, UEFA Champions League, FA Cup, Premier League 2024 Premier League, FA Community Shield |

## Thành tích CLB

### Quốc nội
- First Division / Premier League
  -  Vô địch (10): 1936–37, 1967–68, 2011–12, 2013–14, 2017–18, 2018–19, 2020–21, 2021–22, 2022–23, 2023–24
  -  Á quân (6): 1903–04, 1920–21, 1976–77, 2012–13, 2014–15, 2019–20
- Cúp FA
  -  Vô địch (7): 1903–04, 1933–34, 1955–56, 1968–69, 2010–11, 2018–19, 2022–23
  -  Á quân (6): 1925–26, 1932–33, 1954–55, 1980–81, 2012–13, 2023–24
- Cúp Liên đoàn Anh / Cúp EFL
  -  Vô địch (8): 1969–70, 1975–76, 2013–14, 2015–16, 2017–18, 2018–19, 2019–20, 2020–21
  -  Á quân (1): 1973–74
- Siêu cúp Anh
  -  Vô địch (7): 1937, 1968, 1972, 2012, 2018, 2019, 2024
  -  Á quân (9): 1934, 1956, 1969, 1973, 2011, 2014, 2021, 2022, 2023
- Second Division / First Division / League One (Hạng 2) 
  -  Vô địch (7): 1898–99, 1902–03, 1909–10, 1927–28, 1946–47, 1965–66, 2001–02
  -  Á quân (4): 1895–96, 1950–51, 1988–89, 1999–2000

### Châu Âu
- UEFA Champions League
  - Vô địch (1): 2022–23
- UEFA Cup Winners' Cup
  - Vô địch (1): 1970
- UEFA Super Cup
  - Vô địch (1): 2023

### Thế giới
- FIFA Club World Cup
  - Vô địch (1): 2023

## Kỷ lục CLB

### Top những thương vụ mua đắt giá

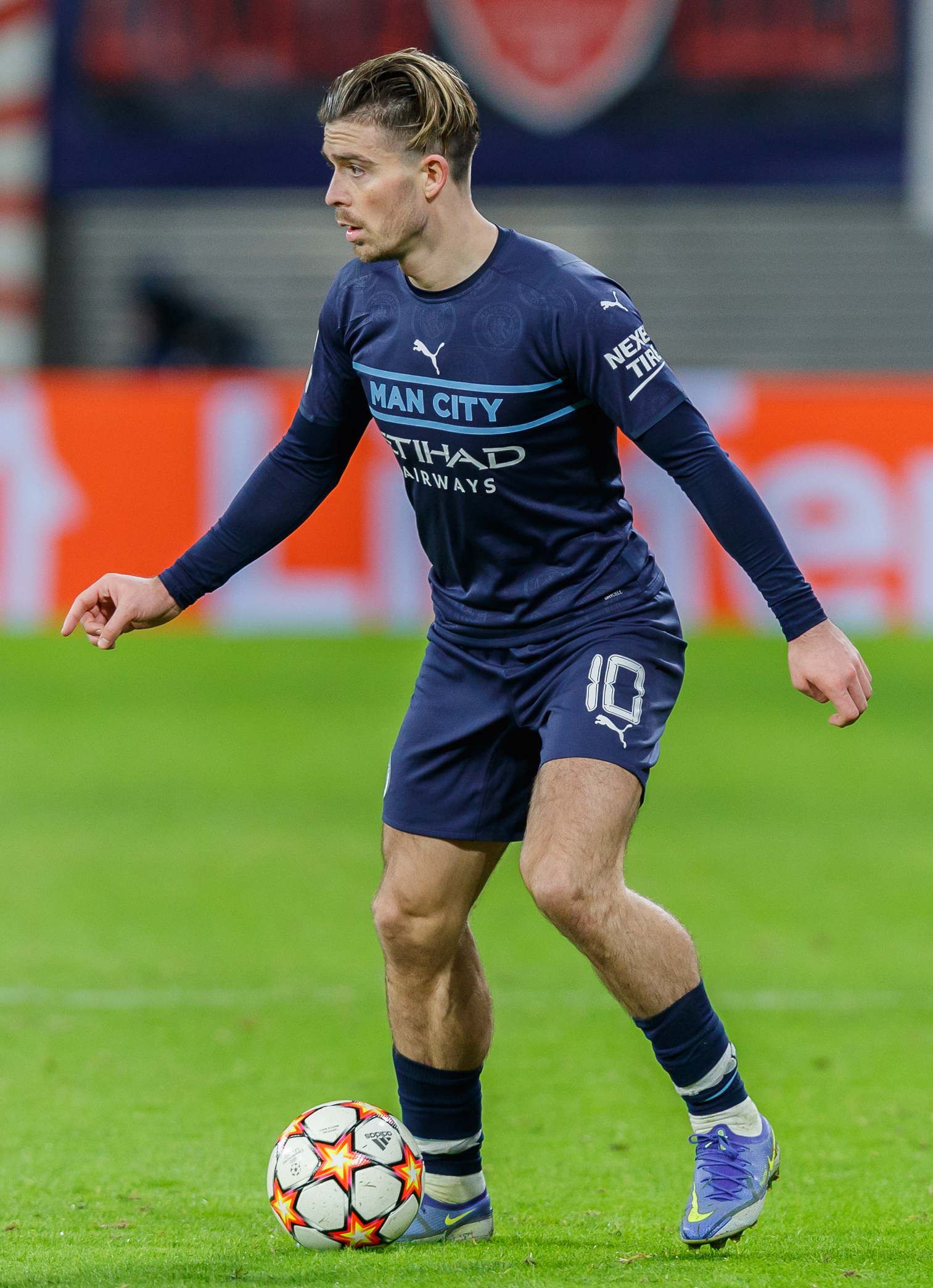
Jack Grealish năm 2021

| #  | Tên             | Từ                      | Giá    | Năm  |
| -- | --------------- | ----------------------- | ------ | ---- |
| 1  | Jack Grealish   | Aston Villa             | £100m  | 2021 |
| 2  | Joško Gvardiol  | RB Leipzig              | £77.5m | 2023 |
| 3  | Rodri           | Atlético Madrid         | £63.6m | 2019 |
| 4  | Rúben Dias      | Benfica                 | £62m   | 2020 |
| 5  | Riyad Mahrez    | Leicester City          | £60m   | 2018 |
| 5  | João Cancelo    | Juventus                | £60m   | 2019 |
| 7  | Aymeric Laporte | Athletic Bilbao         | £57m   | 2018 |
| 8  | Jérémy Doku     | Stade Rennes            | £55.4m | 2023 |
| 9  | Kevin De Bruyne | VfL Wolfsburg           | £55m   | 2015 |
| 10 | Matheus Nunes   | Wolverhampton Wanderers | £53.0m | 2023 |

### Top những thương vụ bán đắt giá
| #  | Tên                 | Đến             | Giá    | Năm  |
| -- | ------------------- | --------------- | ------ | ---- |
| 1  | Julián Álvarez      | Atlético Madrid | £82m   | 2024 |
| 2  | Leroy Sané          | Bayern Munich   | £54.8m | 2020 |
| 3  | Raheem Sterling     | Chelsea         | £47.5m | 2022 |
| 4  | Ferran Torres       | Barcelona       | £46.3m | 2022 |
| 5  | Gabriel Jesus       | Arsenal         | £45.0m | 2022 |
| 6  | Cole Palmer         | Chelsea         | £40.0m | 2023 |
| 7  | Danilo              | Juventus        | £34.1m | 2019 |
| 8  | Riyad Mahrez        | Al-Ahli         | £30.0m | 2023 |
| 8  | Oleksandr Zinchenko | Arsenal         | £30.0m | 2022 |
| 10 | Kelechi Iheanacho   | Leicester City  | £24m   | 2017 |

### Ra sân

#### Ra sân nhiều nhất
Bảng này liệt kê 10 cầu thủ Manchester City ra sân nhiều nhất cho câu lạc bộ (tối thiểu 436 lần).

Số liệu ngoài ngoặc là số lần bắt đầu trận đấu và trong ngoặc là số lần xuất hiện thay thế bổ sung 

Các cột được sắp xếp và xếp hạng theo tổng số lần xuất hiện 

Tên in đậm là những cầu thủ vẫn đang chơi cho câu lạc bộ hiện tại.
Tính đến 15 tháng 8 2020
| Thứ tự | Cầu thủ         | Năm       | Giải đấu | FA Cup | League Cup | Châu Âu | Khác   | Tổng cộng |
| ------ | --------------- | --------- | -------- | ------ | ---------- | ------- | ------ | --------- |
| 1      | Alan Oakes      | 1959–1976 | 561 (3)  | 41 (0) | 46 (1)     | 17 (0)  | 11 (0) | 676 (4)   |
| 2      | Joe Corrigan    | 1967–1983 | 476 (0)  | 37 (0) | 52 (0)     | 27 (0)  | 10 (1) | 602 (1)   |
| 3      | Mike Doyle      | 1967–1978 | 441 (7)  | 44 (0) | 43 (0)     | 23 (0)  | 12 (0) | 563 (7)   |
| 4      | Bert Trautmann  | 1949–1964 | 508 (0)  | 33 (0) | 4 (0)      | 0 (0)   | 0 (0)  | 545 (0)   |
| 5      | Colin Bell      | 1966–1979 | 393 (1)  | 33 (1) | 40 (0)     | 23 (1)  | 9 (0)  | 498 (3)   |
| 6      | Eric Brook      | 1928–1939 | 450 (0)  | 41 (0) | 0 (0)      | 0 (0)   | 2 (0)  | 493 (0)   |
| 7      | Tommy Booth     | 1968–1981 | 380 (2)  | 27 (0) | 44 (2)     | 25 (0)  | 11 (0) | 487 (4)   |
| 8      | Mike Summerbee  | 1965–1975 | 345 (1)  | 34 (0) | 36 (0)     | 16 (0)  | 8 (1)  | 449 (2)   |
| 9      | Paul Power      | 1975–1986 | 358 (7)  | 28 (0) | 37 (1)     | 7 (1)   | 6 (0)  | 436 (9)   |
| 10     | Willie Donachie | 1970–1980 | 347 (4)  | 21 (0) | 40 (0)     | 13 (1)  | 10 (0) | 431 (5)   |
| 10     | David Silva     | 2010–2020 | 281 (28) | 30 (4) | 16 (3)     | 61 (9)  | 2 (2)  | 390 (46)  |

- Kevin De Bruyne là cầu thủ ra sân nhiều nhất hiện tại khi vẫn đang chơi cho câu lạc bộ với 316 lần ra sân (cập nhật ngày 10 tháng 6 năm 2023)- xếp hạng 24 trong danh sách mọi thời đại

#### Xuất hiện ở các giải đấu châu lục
Tính đến trận đấu diễn ra ngày 16 tháng 8 năm 2023.
| Thứ tự | Cầu thủ         | Năm tịch    | Years     | UCL | UEL | USC | Tổng cộng |
| ------ | --------------- | ----------- | --------- | --- | --- | --- | --------- |
| 1      | Fernandinho     | Brasil      | 2013–2022 | 75  | 0   | 0   | 75        |
| 2      | David Silva     | Tây Ban Nha | 2010–2020 | 56  | 14  | 0   | 70        |
| 3      | Sergio Agüero   | Argentina   | 2011–2021 | 65  | 4   | 0   | 69        |
| 4      | Raheem Sterling | Anh         | 2015–2022 | 68  | 0   | 0   | 68        |
| 5      | İlkay Gündoğan  | Đức         | 2016–2023 | 67  | 0   | 0   | 67        |
| 6      | Kevin De Bruyne | Bỉ          | 2015–     | 64  | 0   | 0   | 64        |
| 7      | Ederson         | Brasil      | 2017–     | 61  | 0   | 1   | 62        |
| 8      | Bernardo Silva  | Bồ Đào Nha  | 2017–     | 61  | 0   | 0   | 61        |
| 9      | Joe Hart        | Anh         | 2006–2017 | 40  | 13  | 0   | 53        |
| 10     | Yaya Touré      | Bờ Biển Ngà | 2010–2018 | 38  | 11  | 0   | 49        |

### Ghi bàn nhiều nhất
Tính đến 11 tháng 6 2023.
| Năm | Cầu thủ          | Quốc tịch | Năm                 | Bàn thắng |
| --- | ---------------- | --------- | ------------------- | --------- |
| 1   | Sergio Agüero    | Argentina | 2011–2021           | 260       |
| 2   | Eric Brook       | Anh       | 1927–1940           | 177       |
| 3   | Tommy Johnson    | Anh       | 1920–1930           | 166       |
| 4   | Colin Bell       | Anh       | 1966–1979           | 153       |
| 5   | Joe Hayes        | Anh       | 1953–1965           | 152       |
| 5   | Billy Meredith   | Wales     | 1894–1906 1921–1924 | 152       |
| 7   | Francis Lee      | Anh       | 1967–1974           | 148       |
| 8   | Tommy Browell    | Anh       | 1913–1926           | 139       |
| 9   | Billie Gillespie | Scotland  | 1897–1905           | 132       |
| 9   | Fred Tilson      | Anh       | 1928–1938           | 132       |

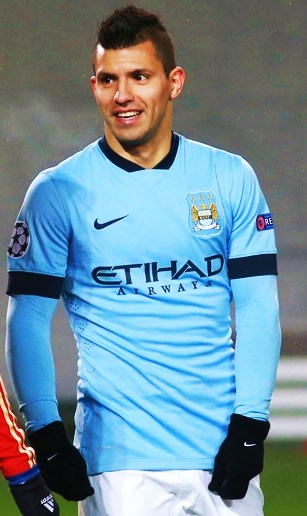
Sergio Agüero, chụp năm 2014, là cầu thủ ghi nhiều bàn thắng nhất mọi thời đại của Manchester City, với 260 bàn trên mọi đấu trường.

- Cầu thủ ghi nhiều bàn thắng nhất hiện tại: Kevin De Bruyne – 96 tính đến ngày 10 tháng 6 năm 2023 – xếp thứ 18 mọi thời đại.
- Erling Haaland là cầu thủ lập kỷ lục ghi bàn nhiều nhất Ngoại hạng Anh trong một mùa giải vào 2022-23 với 36 bàn thắng

#### Kiến tạo nhiều nhất
Dữ liệu chính xác đến 27 tháng 8 năm 2023. Chữ in đậm thể hiện cầu thủ vẫn đang chơi cho câu lạc bộ.
| Thứ tự | Cẩu thủ         | Năm       | Kiến tạo |
| ------ | --------------- | --------- | -------- |
| 1      | Kevin De Bruyne | 2015–     | 147      |
| 2      | David Silva     | 2010–2020 | 122      |
| 3      | Raheem Sterling | 2015–2022 | 74       |
| 4      | Sergio Agüero   | 2011–2021 | 63       |
| 5      | Riyad Mahrez    | 2018–2023 | 55       |
| 5      | Bernardo Silva  | 2017–     | 55       |
| 6      | Phil Foden      | 2017–     | 44       |
| 7      | Gabriel Jesus   | 2017–2022 | 41       |
| 7      | Leroy Sané      | 2016–2020 | 41       |
| 7      | Yaya Touré      | 2010–2018 | 41       |
| 11     | İlkay Gündoğan  | 2016–2023 | 38       |
| 11     | Samir Nasri     | 2011–2017 | 38       |
| 13     | James Milner    | 2010–2015 | 36       |

### Giữ sạch lưới nhiều nhất
Dữ liệu chính xác đến 27 tháng 8 năm 2023. Chữ in đậm thể hiện cầu thủ vẫn đang chơi cho câu lạc bộ.
| Thứ tự | Cầu thủ          | Năm       | Giữ sạch lưới | Số trận đã chơi | Tỉ lệ |
| ------ | ---------------- | --------- | ------------- | --------------- | ----- |
| 1      | Joe Corrigan     | 1967–1983 | 185           | 602             | 30.7  |
| 2      | Ederson          | 2017–     | 138           | 293             | 47.0  |
| 3      | Joe Hart         | 2006–2017 | 137           | 348             | 39.3  |
| 4      | Frank Swift      | 1933–1949 | 102           | 338             | 30.1  |
| 5      | Bert Trautmann   | 1949–1964 | 98            | 545             | 17.9  |
| 6      | Charlie Williams | 1894–1902 | 66            | 232             | 28.4  |
| 7      | Jim Goodchild    | 1911–1926 | 61            | 217             | 28.1  |
| 7      | Harry Dowd       | 1961–1970 | 61            | 219             | 27.9  |
| 8      | Tony Coton       | 1990–1995 | 55            | 195             | 28.2  |